# Buggenhout
Buggenhout és un municipi belga de la província de Flandes Oriental a la regió de Flandes. Està compost per les seccions de Buggenhout i Opdorp. L'1 de gener del 2024 tenia 14.953 habitants.